# 崇儒祠
崇儒祠位于中国江苏省泰州市海陵区五一路114号，东邻光孝寺，为纪念泰州学派创始人王艮的专祠。

## 历史
建于明万历四年（1576），万历以后多次修葺、扩建，清嘉庆再修，1949年后沦为民居和厂房，1986年重修后改为泰州学派纪念馆，现状为2007年至2011年重修。
建筑群分东中西三路，中路为祠堂四进，分别为大门（两侧砌八字墙）、立本堂、乐学堂和贤人堂，均为面阔三间的硬山式建筑，其中大门为近年复建，乐学堂东墙上嵌有明万历七年（1579）《心斋先生祠堂》碑（原在立本堂西墙），西墙上嵌有李春芳所撰残碑。东西两路原为附属用房各三进，后为园圃，今东路已不存，西路恢复时改为水池回廊。现主要展出王艮和泰州学派成员的生平介绍、思想观点、影响与评价等，乐学堂内布置有祭祀王艮场景的复原陈列。